# Jordi Riba Segalàs
Jordi Riba Segalàs   (Tor, 1936 - Alins, 8 de novembre de 2019) va ser un criador de cavalls català. Més conegut com a Palanca, va ser un dels veïns del poble pirinenc de Tor que es va fer popular per la disputa per la propietat de la muntanya i de la seva riquesa forestal, i pels enfrontaments amb un altre veí, Josep Montané «Sansa», la mort violenta del qual el 1995 roman sense esclarir-se.
Jordi Riba va morir al seu llit, cuidat fins a l'últim moment per Pablo Moreno, un jove que a la dècada del 1990 va venir de Jaén per a criar cavalls i que va esdevenir el millor amic de Riba i, després, l'hereu de Casa Palanca de Tor. La biografia del Palanca va quedar recollida al reportatge Tor, la muntanya maleïda, emès el 1997 pel programa 30 minuts, i a la docusèrie Tor (2024) del periodista Carles Porta.